# Persée (bateau)
Pour les articles homonymes, voir Persée (homonymie).
Le Persée (indicatif visuel M649) est un chasseur de mines de classe Tripartite dans la Marine française. Sa ville marraine est Thonon-les-Bains.
Ses missions sont « la détection, la localisation, la classification, l'identification puis la destruction ou neutralisation des mines par fonds de 10 à 80 mètres, le guidage des convois sous menace de mines et la pénétration sous la mer, la recherche d'épaves ».

## Histoire
Désarmé en 2009, après avoir été amarré dans le port de Brest, il fut déplacé en janvier 2020 au Cimetière des navires de Landévennec dans l'attente de son démantèlement.

## Commandement
Il a été commandé par Frédéric Maurice